# Solymosi Péter
Solymosi Péter (Veszprém, 1972. szeptember 6.–) magyar nemzeti labdarúgó-játékvezető. Polgári foglalkozása profi játékvezető (korábban: gépkocsivezető).

## Pályafutása

### Labdarúgóként
Veszprémben sporttagozatos általános iskolába járt, ötödikes korától naponta kötelező edzéseken vett részt. A Bakony Vegyész igazolt játékosa volt. Serdülő majd az ifi korosztályban, azután a felnőtt csapatban is helyet kapott. Később átigazolt a Veszprémi Volánhoz, és amikor az egyesület megszűnt, egy kis csapatnál, Gyulafirátóton 1997-ben befejezte az aktív labdarúgást.

#### Nemzeti játékvezetés
A játékvezetői tanfolyamot 1995-ben Veszprémben, edzőjének felhívására elvégezte. A Veszprém megyei Labdarúgó-szövetség által üzemeltetett labdarúgó bajnokságokban kezdte sportszolgálatát. A megyei Játékvezető Bizottság (JB) határozatával NB III-as, egyben országos utánpótlás bíró. Az MLSZ JB minősítésével 1998-ban NB II-es, 2000-től NB I/B-s, 2002-től az NB I-es keret tagja. Az MLSZ JB küldőinek jóvoltából házi bíróként működött az MTK–Győri ETO bajnoki mérkőzéseken. 2013-tól az első 12 hivatásos játékvezető tagja.
2015. május 3-án az Újpest FC - Győri ETO mérkőzés 37. percében az Újpest támadóját, a nigériai Kim Ojo-t a következő szóbeli megrovásban részesítette: "Ojo, ki fogom állítani, hogyha nem fejezi be!". Ezzel együtt egy sárga lapot is felmutatott a hazaiak 9-esének. Erre válaszul Ojo megkérte a játékvezetőt, hogy beszéljen angolul ("Speak English!"), amit ő egy "Nem érdekel"-lel nyugtázott.
A 2021. május 9. napján levezetett Diósgyőr - MOL Fehérvár mérkőzéssel átvette a vezetést a magyar NB. I-es játékvezetők rangsorában. (Mögötte 323 mérkőzéssel Kassai Viktor, 321 mérkőzéssel Szabó Zsolt áll.) Aktív játékvezetéstől 2021. december 18-án búcsúzott, levezetett mérkőzések száma: 331
| Időpont           | Helyszín                           | Mérkőzés típusa                | Mérkőzés                                 |
| ----------------- | ---------------------------------- | ------------------------------ | ---------------------------------------- |
| 1997. őszén       | Városi Stadion, Várpalota          | első hivatalos (ifi) mérkőzése | Várpalotai Bányász SK–Badacsonytomaji SE |
| 2002. április 10. | Hidegkuti Nándor Stadion, Budapest | első NB I-es mérkőzése         | MTK–Matáv FC Sopron 1-0                  |
| 2021. május 9.    | Diósgyőr                           | 324. NB I-es mérkőzése         | Diósgyőr - MOL Fehérvár 0-4              |
| 2021. december 18 | Hidegkuti Nándor Stadion, Budapest | utolsó NB. I-es mérkőzése      | MTK - Paks 1-4                           |

#### Nemzeti kupamérkőzések
Vezetett kupadöntők száma: 4.

##### Szabad Föld-kupa
A Szabad Föld-kupa, egy ezüst vándorserleg, amit a Szabad Föld újság támogatott. A kupán kívül a győztes csapat egy teljes garnitúra labdarúgó-felszerelésben is részesült. A kupa létrehozásának célja volt, hogy a falusi és egyéb alsó osztályú labdarúgó csapatok is eredményesen versenyezhessenek egy országos kupában.
| Időpont         | Helyszín                        | Mérkőzés típusa | Mérkőzés            | Eredmény | Nézők száma |
| --------------- | ------------------------------- | --------------- | ------------------- | -------- | ----------- |
| 2003. május 26. | Puskás Ferenc Stadion, Budapest | döntő           | Szár-Ilzer–Enese SC | 3 – 1    | 700         |

##### Magyar labdarúgókupa
| Időpont         | Helyszín                        | Mérkőzés típusa   | Mérkőzés                        | Eredmény | Nézők száma |
| --------------- | ------------------------------- | ----------------- | ------------------------------- | -------- | ----------- |
| 2009. május 26. | Bozsik József Stadion, Budapest | döntő 2. mérkőzés | Budapest Honvéd FC–Győri ETO FC | 0 – 0    | 7000        |
| 2014. május 25. | Puskás Ferenc Stadion, Budapest | döntő             | Újpest FC–Diósgyőri VTK         | 1 – 1    | 20 000      |

##### Magyar labdarúgó-szuperkupa
| Időpont          | Helyszín                           | Mérkőzés típusa   | Mérkőzés                         | Eredmény | Nézők száma |
| ---------------- | ---------------------------------- | ----------------- | -------------------------------- | -------- | ----------- |
| 2007. július 15. | Oláh Gábor utcai stadion, Debrecen | döntő 2. mérkőzés | Debreceni VSC–Budapest Honvéd FC | 3 – 0    | 7000        |

## Szakmai sikerek
- 2006-ban a Nemzeti Sport munkatársainak osztályzatai alapján Vad István mögött a második legjobb játékvezetői teljesítményt nyújtott,
- három alkalommal (2006, 2007, 2015) az MLSZ által alapított Hertzka Pál-díjat, az Év Játékvezetője címet kapta.
- A 2016-17-es idényt követően a Rangadó Díjátadó Gálán őt választották az év játékvezetőjének.[3]
- A Nemzeti Sport osztályzatai alapján az év játékvezetője 2019-2020-as szezonban[4]

## Külső hivatkozások
- Solymosi Péter. szabadfold.hu. [2016. január 13-i dátummal az eredetiből archiválva]. (Hozzáférés: 2016. január 4.)
- Solymosi Péter. szabadfold.hu. [2014. július 17-i dátummal az eredetiből archiválva]. (Hozzáférés: 2016. január 4.)
- Solymosi Péter. szabadfold.hu. [2014. július 14-i dátummal az eredetiből archiválva]. (Hozzáférés: 2016. január 4.)
- Solymosi Péter. focibiro.hu. (Hozzáférés: 2020. július 3.)
- Solymosi Péter. sportmedia.hu. [2015. december 8-i dátummal az eredetiből archiválva]. (Hozzáférés: 2016. január 4.)
- Solymosi Péter. nela.hu. (Hozzáférés: 2016. január 4.)

| Elődje: Hanacsek Attila | Szabad Föld-kupa döntő 2002–2003 | Utódja: Gaál Bence |

| Elődje: Arany Tamás | Magyar labdarúgó-szuperkupa döntő 2001–2004 | Utódja: Bede Ferenc |